# ال‌جی اپتیموس جی
الجی آپتیموس جی (به انگلیسی: LG Optimus G) یک گوشی هوشمند معرفی‌شده در سپتامبر ۲۰۱۲ از سوی کمپانی کره‌ای ال‌جی الکترونیکس است. این تلفن دارای سیستم‌عامل اندروید، نمایشگر لمسی خازنی ۴٫۷ اینچ، دوربین ۸ یا ۱۳ مگاپیکسل بسته به بازار عرضه، پردازنده ۱٫۵ گیگاهرتزی چهارهسته‌ای اسنپ‌دراگون و پردازشگر گرافیکی آدرنو ۳۲۰ است.

## عرضه
الجی اپتیموس جی مدل مخصوص بازار آمریکای شمالی و اروپا در نوامبر ۲۰۱۲ عرضه شد، مدل‌های مخصوص آمریکای شمالی و اروپا دارای دوربین‌های ۸ یا ۱۳ مگاپیکسلی هستند. ال‌جی مدل مخصوص بازار خاورمیانه را که ای۹۷۵ نام دارد با تأخیر و در سال ۲۰۱۳ عرضه کرد، مدل مخصوص خاورمیانه و آسیا دارای دوربین ۱۳ مگاپیکسل است.